# Condado de Navarro
O Condado de Navarro é um dos 254 condados do estado norte-americano do Texas. A sede do condado é Corsicana, e sua maior cidade é Corsicana.
O condado possui uma área de 2 813 km² (dos quais 203 km² estão cobertos por água), uma população de 45 124 habitantes, e uma densidade populacional de 17 hab/km² (segundo o censo nacional de 2000).
O condado foi criado em 1846.